# Gísli Þorgeir Kristjánsson
Gísli Þorgeir Kristjánsson (* 30. Juli 1999 in Reykjavík) ist ein isländischer Handballspieler. Er steht beim deutschen Verein SC Magdeburg unter Vertrag.

## Karriere

### Verein
Gísli Þorgeir Kristjánsson spielte in Island bei FH Hafnarfjörður, für den er im EHF-Pokal 2017/18 vier Tore erzielte. Im Sommer 2018 wechselte der 1,91 Meter große Rückraumspieler in die deutsche Handball-Bundesliga zum THW Kiel, bei dem er einen Dreijahresvertrag unterschrieb. Bei der Weltmeisterschaft 2019 verletzte er sich an der Schulter des rechten Wurfarmes und musste sich einer Operation unterziehen. Mit dem THW Kiel gewann er 2019 den DHB-Pokal sowie den EHF-Pokal. Neben der Vizemeisterschaft belegte er mit den Norddeutschen auch den zweiten Platz beim Super Globe 2019. Im November 2019 zog er sich im Spiel bei den Rhein-Neckar Löwen eine traumatische Luxation der linken Schulter zu.
Im Januar 2020 wechselte er zum SC Magdeburg. In seinem ersten Spiel für den SCM bei der SG Flensburg-Handewitt verletzte sich der Isländer erneut an der linken Schulter und fiel für den Rest der Saison aus. Dennoch wurde sein Vertrag im März 2020 vorzeitig bis 2023 verlängert. Nachdem er im Juli 2020 wieder in die Saisonvorbereitung eingestiegen war, gelangen ihm in den ersten 22 Spielen der Saison 2020/21 39 Treffer. Im März 2021 verletzte er sich erneut an der linken Schulter. Mit Magdeburg gewann er 2021 die EHF European League und den IHF Super Globe sowie 2022 die deutsche Meisterschaft. 2022 verteidigte er mit dem SCM den Titel beim IHF Super Globe 2022. Vom isländischen Verband der Sportjournalisten wurde er bei der Wahl zum Sportler des Jahres 2022 auf den dritten Platz gewählt. Nach der Spielzeit 2022/23, in der er 152 Tore erzielt hatte und mit dem SCM Zweiter geworden war, wurde er von den Fans zum Wertvollsten Spieler der Saison („DKB-MVP“) gewählt. Mit dem SCM gewann er die EHF Champions League 2022/23 im Finale gegen KS Kielce mit 30:29 nach Verlängerung. Im Halbfinale gegen den FC Barcelona kugelte er sich die Schulter des rechten Wurfarms aus. Dennoch lief er im Endspiel auf und wurde nach sechs Treffern zum besten Spieler des Final Four gekürt. Ohne ihn gewann der SCM den IHF Super Globe 2023 zum dritten Mal in Folge. Beim Gewinn des DHB-Pokals 2024 stand er wieder auf dem Spielfeld. Zudem wurde er 2024 erneut deutscher Meister. In der EHF Champions League 2024/25 gewann er mit dem SCM das Finale gegen die Füchse Berlin und wurde zum besten Spieler des Final Four gekürt.

### Nationalmannschaft
Bei der U-18-Europameisterschaft 2016 in Kroatien war Gísli mit 53 Treffern erfolgreichster isländischer Schütze. Am 26. Oktober 2017 debütierte er beim 31:29-Sieg gegen Schweden in der isländischen Männer-Nationalmannschaft. Nach dem 11. Platz bei der Weltmeisterschaft 2019, bei der er siebenmal in acht Spielen traf, belegte er zwei Jahre später bei der WM in Ägypten den 20. Rang, er erzielte 18 Treffer in sechs Einsätzen. An der Weltmeisterschaft 2023 nahm er ebenfalls teil. Bei der Weltmeisterschaft 2025 warf er zehn Tore in sechs Spielen und belegte mit dem Team den 9. Platz.

## Familie
Gísli Þorgeir Kristjánssons Mutter ist die Politikerin und ehemalige isländische Nationalspielerin Þorgerður Katrín Gunnarsdóttir. Sein Vater Kristján Arason bestritt 245 Länderspiele für die isländische Handballnationalmannschaft, in denen er 1123 Tore erzielte, und spielte in der Handball-Bundesliga beim VfL Gummersbach, mit dem er 1988 die Deutsche Meisterschaft gewann.